# بدرية البدري
بدرية محمد علي البدري (20 أغسطس 1975) شاعرة وکاتبة روائية عُمانيّة.

## سيرتها
- ولدت بدرية محمد علي البدري يوم 20 أغسطس (آب) 1975 / 13 شعبان 1395 في مسقط، عاصمة سلطنة عمان.
- دخلت الأدب القصصي سنة 2015 بعد إصدار روايتها «ما وراء الفقد» ونشرت أول مجموعتها الشعرية سنة 2018 بعنوان «وادٍ غير ذي بوح». اهتمت أيضًا بأدب الأطفال والفتيان فهي مشاركة ضمن مجموعة مؤلفين في تأليف مجموعة قصصية مكونة من 60 قصة للفتيان، أشرفت عليها وزارة التربية والتعليم في سلطنة عمان. وكذلك صاحبة مبادرة «أتخيل وأكتب» للاهتمام بإبراز المواهب الأدبية للأطفال والناشئة.[3]
- حصلت على العديد من الجوائز الأدبية المحلية والخليجية في بداية حياتها الأدبية، أهمها «جائزة كتارا لشاعر الرسول» سنة 2021 التي اعتبرها محطة فارقة في مسيرتها الشعرية وهي أول امرأة فازت بها. [4]
- وكذلك كتبت في مجلة «مرشد» وعملت معلمة تقنية معلومات. [5][6]

## جوائزها وتكريمها
شاركت في العديد من المسابقات والأنشطة الأدبية المحلية والخليجية وفازت بالمركز الأول في هذه المسابقات:
- 20 ديسمبر 2023م: المركز الثاني في جائزة البردة/ الشعر الشعبي عن قصيدة "وصية الأرض".

- 16 ديسمبر 2023م: رواية "فومبي" ضمن القائمة الطويلة للجائزة العالمية للرواية العربية 2024م.

- 4 نوفمبر 2021: المركز الأول في فئة الشعر الفصيح عن قصيدتها «قنديل من الغار» لـ«جائزة كتارا لشاعر الرسول»، فهي أول شاعرة تفوز بهذا اللقب.[7] وفي 10 نوفمبر كرّمها والي بركاء عبد الله بن محمد البريكي،[8] ثم الجمعية العمانية للكتاب والأدباء في 8 ديسمبر،[9] ووكيل الوزارة للثقافة سعيد بن سلطان البوسعيدي في 15 ديسمبر، لحصولها على هذه الجائرة. [10]
- قصة "سموثي المغامر" تتأهل ضمن القائمة الطويلة لجائزة الشيخ زايد للكتاب في فرع أدب الطفل والناشئة من أصل 236 مشاركة.[11]
- 2019: جائزة أفضل إصدار في الرواية في جائزة الإبداع الثقافي لعام 2019 في عُمان، عن رواية ظل هيرمافروديتوس الصادرة عام 2018م عن دار عرب بلندن.[12]
- 2018: المركز الأول في جائزة الشارقة الثقافية للمرأة الخليجية عن ديوانها «وادٍ غير ذي بوح» كأفضل ديوان شعر فصيح.[13]
- 2015: المركز الأول في الشعر الشعبي في مسابقة «المنتدى» الأدبي التي عنيت بها وزارة التراث والثقافة، عن نصها «صرخة الميلاد .. صرخة للّحَدْ».
- 2015: المركز الأول في مسابقة «وطن يحتفل» لقصيدتها «الفرقد» كأفضل قصيدة وطنية فصيحة.
- 2013: المركز الأول على مستوى السلطنة في مسابقة المنتدى الأدبي في الرواية عن روايتها «ما وراء الفقد».

## آثارها
- "الذين أحبوا طويلا"، فصيح، 2024 (ردمك 9789921795318)
- "«تهوي إليه»، فصيح، 2022 (ردمك 9789921768411)
- «أقرب لتلويحة قصيدة»، بالعامية، 2019 (ردمك 9789996904028)
- «وادٍ غير ذي بوح»، فصيح، 2018 (ردمك 9789948247944)

من رواياتها:
- «فومبي»، 2022 (ردمك 9786140322448)
- «ظِل هيرمافروديتوس»، 2018 (ردمك 9781788710060)
- «العبور الأخير»، 2017 (ردمك 9789953930145)
- «ما وراء الفقد»، 2015 (ردمك 9789996959554)

من أدبها للأطفال والفتيان:
- «اسمي فلسطين»، قصة، 2024 (ردمك 9789999252034)
- «أنا وصديقي»، قصة، 2024 (ردمك 9789999252058)
- «فتاة الثلج»، قصة، 2024 (ردمك 9789996991034)
- «انط نط طير وحط»، قصة، 2024 (ردمك 9789996991035)
- «البلاد التي تحب السلام»، قصة، 2023 (ردمك 9789996975575)
- «شوكوليب»، قصة، 2022 (ردمك 9789996975565)
- «اسمي ليلى»، قصة، 2022 (ردمك 9789996975555)
- «الفزاعة»، رواية، 2021 (ردمك 9789996975677)
- «سموثي المغامر»، رواية، 2021 (ردمك 9789966975677)
- «الأيادي الطويلة»، قصة، 2020 (ردمك 9789996975585)
- «من خطف الشمس»، قصة، 2020 (ردمك 9789996975592)